# Pertusaria pustulata
Pertusaria pustulata är en lavart som först beskrevs av Erik Acharius, och fick sitt nu gällande namn av Duby. Pertusaria pustulata ingår i släktet Pertusaria och familjen Pertusariaceae.   Inga underarter finns listade i Catalogue of Life.